# Acanthascus monstraster
Acanthascus monstraster är en svampdjursart som beskrevs av Konstantin R. Tabachnick 1994. Acanthascus monstraster ingår i släktet Acanthascus och familjen Rossellidae. Inga underarter finns listade i Catalogue of Life.